# Charlize Mörz
Charlize Mörz (* 10. Oktober 2005 in Eisenstadt) ist eine österreichische Kunstturnerin. Sie ist dreifache Österreichische Staatsmeisterin.

## Leben
Charlize Mörz wurde als Tochter des Fußballspielers  Michael Mörz geboren, ihre Schwestern Alissa und Collien sind ebenfalls Kunstturnerinnen. Sie wird von Gabriele Frehse und Johannes Schmidt am Bundesstützpunkt Linz sowie von Miklos Panczel und Krisztina Köteles (ASKÖ Kunstturnen Mattersburg) trainiert.
2021 nahm sie erstmals an Turn-Weltmeisterschaften teil, 2022 wurde sie erstmals Österreichische Staatsmeisterin. Ebenfalls 2022 vertrat sie Österreich bei den im Rahmen der European Championships ausgetragenen Turn-Europameisterschaften. Außerdem wurde sie 2022 für die Wahl zur burgenländischen Sportlerin des Jahres nominiert.
Im Februar 2024 errang sie ihren ersten Weltcup-Podestplatz, im Bodenfinale des Kunstturn-Olympia-Qualifikations-Weltcups in Cottbus wurde sie Dritte. Im März 2024 feierte sie in Baku in Aserbaidschan ihren ersten Weltcupsieg vor Vize-Weltmeisterin Kaylia Nemour aus Algerien. Sie errang damit den ersten Weltcupsieg überhaupt im Frauen-Turnen für Österreich und qualifizierte sich für die Olympischen Sommerspiele 2024 in Paris. Nach dem vierten und letzten Weltcupbewerb im April 2024 fixierte sie auch den ersten Weltcup-Gesamtsieg im Turnen für Österreich.

## Erfolge (Auswahl)
- 2016–2017: 4-fache Österreichische Jugendmeisterin[1]
- 2018–2019: 3-fache Juniorinnen-ÖM-Vizemeisterin
- 2021–2023: 4-fache Staatsmeisterschafts-Dritte
- 2022–2023: 3-fache Vize-Staatsmeisterin
- 2022–2023: 3-fache Staatsmeisterin
- 2021–2023: WM-Teilnahme
- 2022–2023: EM-Teilnahme
- 2024: Weltcup-Bronzemedaille 2024 am Boden in Cottbus
- 2024: Weltcup-Siegerin am Boden 2024 in Baku[1]
- 2024: Gesamt-Weltcup-Sieg im Bodenturnen[7][8]

## Auszeichnungen
- 2024: Burgenlands Sportler des Jahres 2023: Team des Jahres gemeinsam mit den Schwestern Alissa und Collien Mörz sowie Helena Zotos[9]
- 2024: Turnsportlerin des Jahres von Turnsport Austria[10][11]
- 2025: Burgenlands Sportlerin des Jahres 2024[12]